# Leonardo Duardo

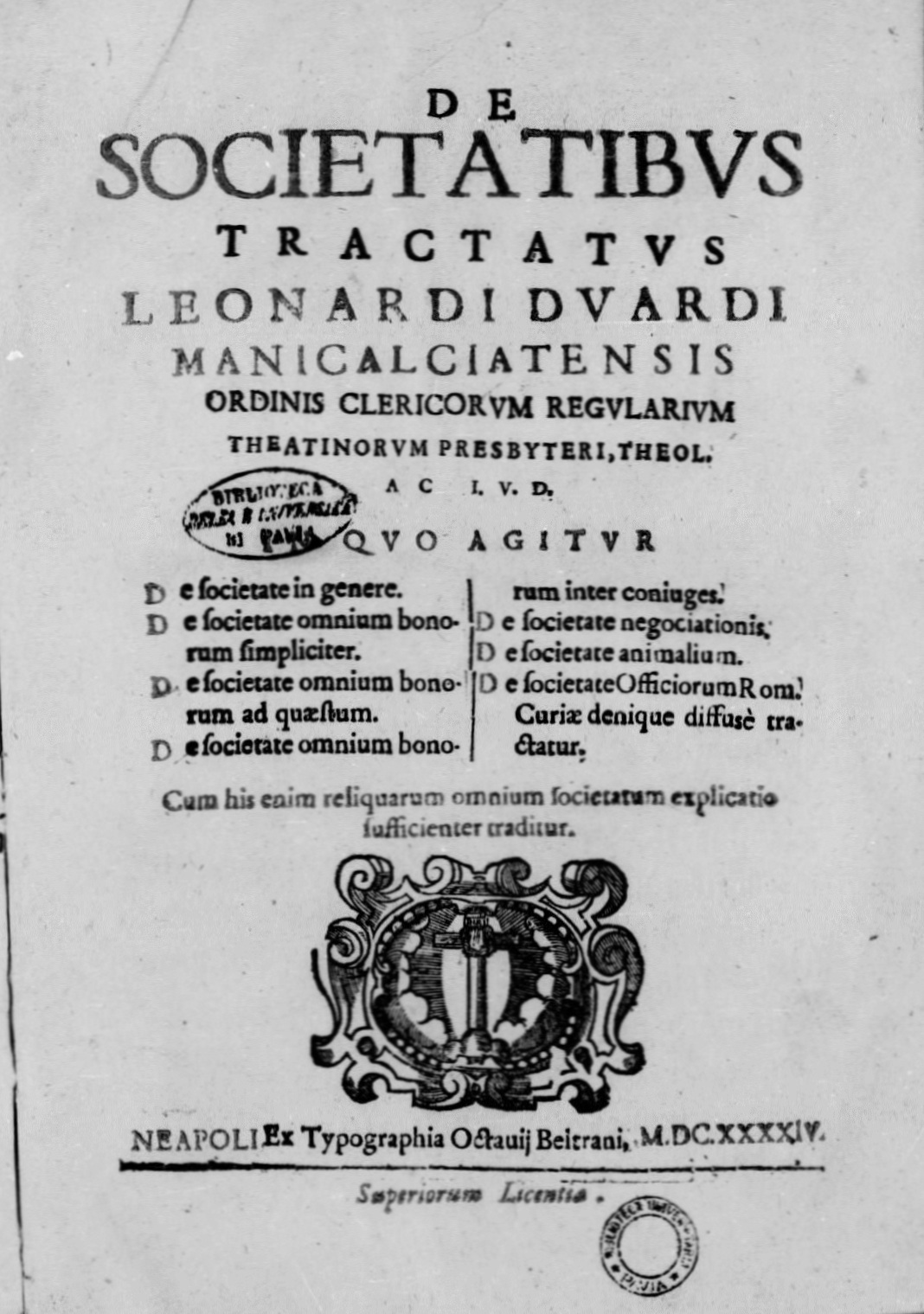
De societatibus, 1644

Leonardo Duardo (Manocalzati, 3 maggio 1566 – Napoli, 29 marzo 1643) è stato un religioso dell'ordine dei Chierici regolari teatini italiano, importante per le sue opere teologiche e giuridiche, scritte in lingua latina.

## Biografia
Leonardo Duardo nasce a Manocalzati, in provincia di Avellino. Studia a Napoli, dove consegue la laure a in diritto civile canonico.
Nel 1593 entra nell'Ordine dei Teatini, abbandonando le attività fin allora intraprese. Trascorre il noviziato a Capua, dove vive per due anni e al termine del quale viene inviato in varie corti principesche e curie vescovili dell'Italia settentrionale. Le principali e più importanti sono: Bologna, Piacenza, Mantova, Milano, Genova e Torino. 
A Milano fa conoscenza del cardinale Federico Borromeo, al quale dedicherà una sua opera.
A Genova, riceve l'incarico di risolvere un conflitto giuridico nella diocesi dal cardinale Orazio Spinola.
Nel 1635 rientra nel Regno di Napoli dove, sempre per il proprio ordine ricopre vari incarichi: maestro dei novizi, visitatore, consultore.
Nel 1643 viene colpito da una grave malattia, che lo porterà alla morte il 29 marzo a Napoli, nel convento dei Santi Apostoli, all'età di 77 anni.
La morte lascia incompiute due opere su cui era impegnato Leonardo. Sarà il nipote a farle pubblicare molti anni dopo come opere postume.

## Stile
Nelle sue opere Leonardo affronta i problemi teologici e giuridici più importanti e controversi dell'epoca. Ha scritto commenti riguardo ai documenti papali sui cambi e sui censi.
Il suo obiettivo è far comprendere meglio la natura dello Stato e le sue attività, intesi come cosa pubblica.

## Opere
- Commentaria in Bullam Pauli Papae Quinti lectam in die Coenae Domini 1618, Milano 1620.
- Commentariorum in extravagantem Pii Papae V De forma creandi Census, tomo I, Roma 1632.
- Commentaria in extravagantem Pii Papae V De Cambiis, Napoli 1641.
- De societatibus tractatus, Napoli 1644.
- Commentaria in caput omnis utriusque sexus, Napoli 1667